# كالفيغنانو (بافيا)
كالفيغنانو (بالإيطالية: Calvignano)‏ هي بلدة تقع في مقاطعة بافيا بإقليم لومبارديا في شمال إيطاليا. تبلغ مساحة هذه المدينة 6.9 (كم²)، وترتفع عن سطح البحر م، بلغ عدد سكانها 112 نسمة في عام 2004 حسب إحصاء المعهد الوطني للإحصاء.

## السكان
في سنة 1861 بلغ عدد السكان 310 نسمة، وتطور العدد ليصل في سنة 2011 لـ 128 نسمة.
يظهر هذا المخطط البياني تطور النمو السكاني لـ كالفيغنانو (بافيا)